# Зграда Трошарина у Суботици
Зграда „Трошарина“ у Суботици се налази на Бајском путу бб. Зграда представља споменик културе од великог значаја.

## Историја и карактеристике
Након пресељења сточне пијаце изван Сомборске капије 1889. године, спроведено по пројекту градског инжењера Титуса Мачковића (1851–1919. год.) изведена је 1890. у улици Бајски пут бб, приземна грађевина на месту раније трошарине – нова пасошарница. Зграда је била у саставу некадашње западне капије Суботице. Зграда је подужна грађевина, истурених бочних трактова, увученог главног тракта са тремом плитко лучних отвора, складне архитектуре. Трошарина је била значајна као једини преостали пример трошаринских зграда, које су грађене уз пијаце и саобраћајнице.

## Реконструкције
Дислокација зграде је извршена у периоду од 1998. и 2001–2002. године, када су извођени и конзерваторско-рестаураторски радови.